# Taavi Peetre
Taavi Peetre, né le 5 juillet 1983 et mort le 11 septembre 2010, est un athlète estonien spécialiste du lancer du poids.

## Biographie
Taavi Peetre a remporté la médaille d'argent du lancer du poids lors Championnats d'Europe espoirs d'athlétisme 2005. Il a également remporté plusieurs titres nationaux.
Il a participé aux Jeux olympiques de 2004 et de 2008, échouant à chaque fois en qualifications.
Le 11 septembre 2010, Taavi Peetre se noie dans le lac Tamula, proche de Võru en Estonie, lors d'une partie de pêche,.

## Palmarès

### Championnats d'Europe espoirs d'athlétisme
- Championnats d'Europe espoirs d'athlétisme 2005 à Erfurt, Allemagne
  -  Médaille d'argent du lancer du poids

### Universiade
- Universiade d'été 2005 à Izmir, Turquie
  -  Médaille d'argent du lancer du poids

## Records
Son record personnel en plein air est de 20,33 m, réalisé à deux reprises en 2010, à Viljandi et à Rakvere.
En salle, il a lancé à 19,81 m, à Tallinn en 2006.